# Norvège aux Jeux olympiques d'hiver de 1972
La Norvège participe aux Jeux olympiques d'hiver de 1972, organisés à Sapporo au Japon. Cette nation prend part aux Jeux olympiques d'hiver pour la onzième fois en onze éditions. La délégation norvégienne, formée de 67 athlètes (56 hommes et 11 femmes), obtient douze médailles (deux d'or, cinq d'argent et cinq de bronze) et se classe au onzième rang du tableau des médailles.

## Médaillés
| Médaille                            | Athlète                                        | Sport               | Épreuve                 |
| ----------------------------------- | ---------------------------------------------- | ------------------- | ----------------------- |
| Médaille d'or, Jeux olympiques      | Magnar Solberg                                 | Biathlon            | 20 km hommes            |
| Médaille d'or, Jeux olympiques      | Pål Tyldum                                     | Ski de fond         | 50 km hommes            |
| Médaille d'argent, Jeux olympiques  | Pål Tyldum                                     | Ski de fond         | 30 km hommes            |
| Médaille d'argent, Jeux olympiques  | Magne Myrmo                                    | Ski de fond         | 50 km hommes            |
| Médaille d'argent, Jeux olympiques  | Oddvar Brå Pål Tyldum Ivar Formo Johs Harviken | Ski de fond         | Relais hommes 4 × 10 km |
| Médaille d'argent, Jeux olympiques  | Roar Grønvold                                  | Patinage de vitesse | 1 500 m hommes          |
| Médaille d'argent, Jeux olympiques  | Roar Grønvold                                  | Patinage de vitesse | 5 000 m hommes          |
| Médaille de bronze, Jeux olympiques | Ivar Formo                                     | Ski de fond         | 15 km hommes            |
| Médaille de bronze, Jeux olympiques | Johs Harviken                                  | Ski de fond         | 30 km hommes            |
| Médaille de bronze, Jeux olympiques | Inger Aufles Aslaug Dahl Berit Mørdre Lammedal | Ski de fond         | Relais femmes 3 × 5 km  |
| Médaille de bronze, Jeux olympiques | Sten Stensen                                   | Patinage de vitesse | 5 000 m hommes          |
| Médaille de bronze, Jeux olympiques | Sten Stensen                                   | Patinage de vitesse | 10 000 m hommes         |